# Folículo de Graaf
Folículo portador do ovócito primário, precedente à ovulação do ovócito II.
Após a puberdade os ovários de uma mulher apresentam diversos Folículos de Graaf em diferentes estágios de desenvolvimento. 
Sob a estimulação do hormônio estimulante folicular (FSH), inicia-se o crescimento dos ovários e principalmente dos folículos. Em cada ciclo menstrual por norma apenas um folículo amadurece, processo que inicia-se pelo desenvolvimento do óvulo imaturo (ovócito). 
A camada de células foliculares torna-se pluriestraficada originando a camada granulosa. 
Externamente à camada granulosa desenvolve-se uma segunda camada ou teca, constituída de uma zona interna (teca interna) e uma externa (teca externa), formadas de tecido conjuntivo. A seguir, as células da camada glanulosa passam a produzir o líquido folicular e, assim, o oócito envolto pela camada granulosa é deslocado para um lado dentro da vesícula folicular. 
Ocorre a secreção de grandes quantidades de estrógenos pelas células da teca interna. O estrógeno inibe a produção de FSH (Hormônio Folículo Estimulante) e estimula a secreção do LH (Hormônio Luteinizante) o qual, por sua vez, acelera a maturação final do folículo passam a apresentar uma granulação de luteina (lípide de cor amarela), constituindo-se agora o corpo lúteo ou corpo amarelo. A transformação de folículo em corpo amarelo deve-se à ação do hormônio luteinizante (LH). O corpo amarelo tem função endócrina, secretando principalmente progesterona e estrógeno, hormônios que tornam o organismo feminino apto para a gestação e colaboram na manutenção e nutrição do embrião. A manutenção do corpo amarelo e a estimulação para a produção dos seus hormônios, são controladas pelo hormônio luteotrófico (LTH), produzido pela adenohipófise.
Se não ocorrer fecundação do ovócito II (oócito II, ovócito de 2ª ordem ou oócito de 2ª ordem) o corpo amarelo regride e desaparece antes da ovulação seguinte deixando apenas uma cicatriz esbranquiçada no ovário denominada corpo amarelo atrésico ou corpo albicans. No caso do oócito II ser fecundado, o corpo amarelo persiste durante cerca de cinco meses e depois regride.